# Casa Nobre de Lázaro Leitão Aranha

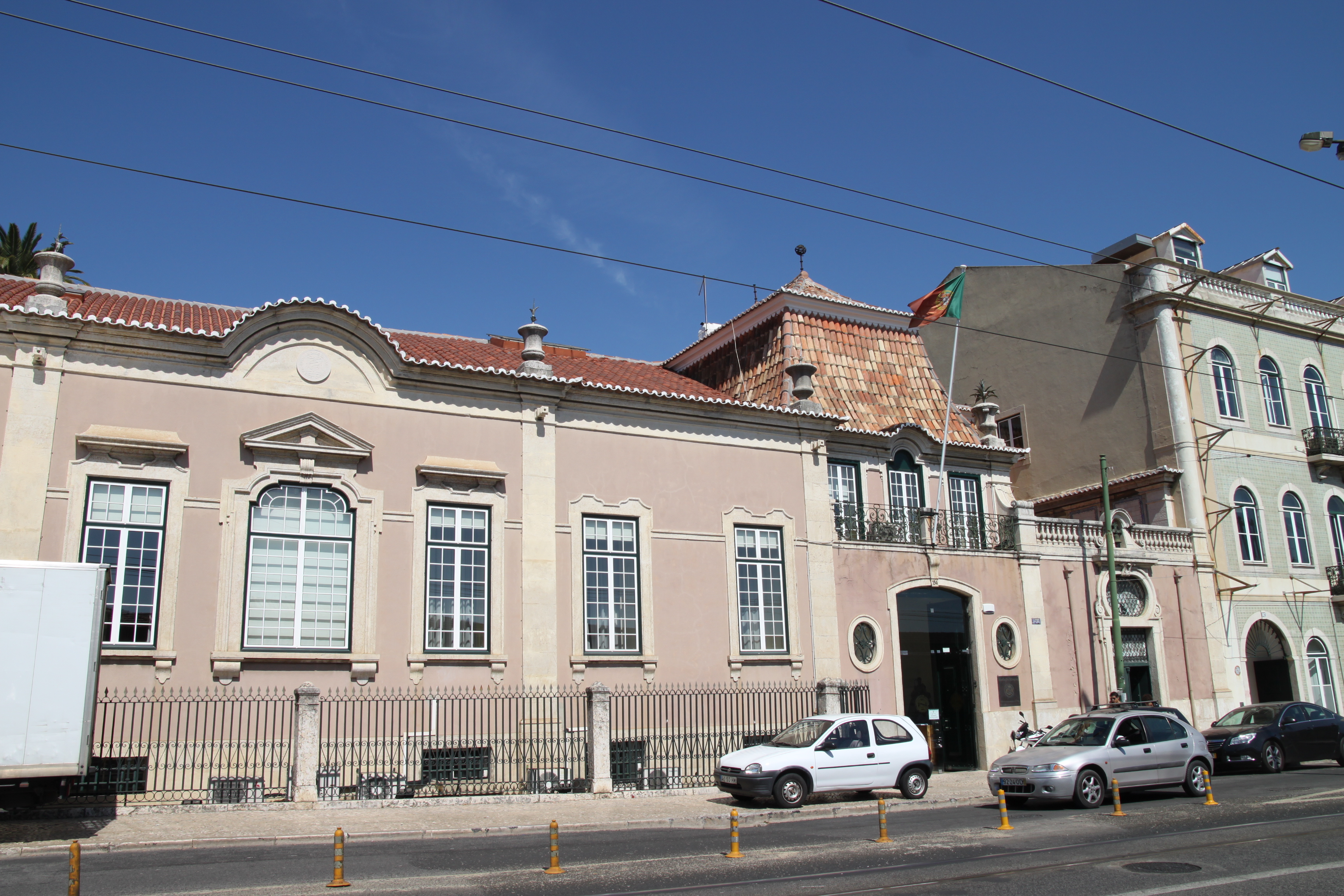
Fachada principal

A Casa Nobre de Lázaro Leitão Aranha (também denominada Casa Nobre de Lázaro Leitão ou Quinta de Lázaro Leitão) situa-se na freguesia portuguesa de Belém, no Município de Lisboa, mais precisamente na Rua da Junqueira.
Foi edificada no século XVIII. O arquitecto responsável foi Carlos Mardel. Após ter sido construída, foi residência do Principal da Sé de Lisboa, Lázaro Leitão Aranha.
Está classificada pela Câmara Municipal de Lisboa. Actualmente, neste edifício está instalada a Universidade Lusíada.